# Чердаки (Щучанський район)
Чердаки́ (рос. Чердаки) — присілок у складі Щучанського району Курганської області, Росія. Входить до складу Ніколаєвської сільської ради.
Населення — 46 осіб (2010, 102 у 2002).
Національний склад станом на 2002 рік: росіяни — 95 %.